# Casa al carrer Prat de la Riba i Baixada de Sant Miquel (el Vendrell)
La casa al carrer Prat de la Riba i Baixada de Sant Miquel és un edifici del Vendrell protegit com a bé cultural d'interès local.

## Descripció
L'edifici és recorregut per un sòcol de pedra i decorat tot ell per uns medallons i dibuixos de baix relleu pintats de color blanc que representen motius referents a l'agricultura, a la caça, així com florals. A la façana de la Baixada de Sant Miquel es troba una petita fornícula que conté una representació de l'esmentat Sant. La façana principal de la casa dona la carrer Prat de la Riba. És composta per dos plantes i als baixos, on hi ha la farmàcia i una gran portalada d'accés. La planta principal presenta balcons de ferro forjat, i a la llinda de l'esquerra hi ha un escut amb la figura d'un nen i la inscripció 26 d'abril de 1599. La façana és rematada per una cornisa i una barana de maó i pedra. A l'esquerra s'alça un cos vertical que conté també tres plantes, en el qual destaquen la gran portalada, un balcó, i dues finestres aparellades i una petita rosassa així com la teulada a dues vessants.

## Història
La casa actual fou construïda en 1917, després d'enderrocar l'antiga casa que datava d'abans del 1599. Aquesta tenia amples murs amb espitlleres (podia formar part de les muralles). Era propietat de la família Nin, un dels grans propietaris medievals de la vila. De l'antiga casa només en resta l'escut dels Nin que avui es troba en la llinda d'un balcó. La nova casa fou propietat del Sr. A. Ferrer i Pi, sots president de la Diputació de Barcelona, que residia a Vilanova i la Geltrú. Els seus descendents van llogar la casa i posteriorment la van vendre als seus inquilins. D'ells l'adquirí, a la dècada dels 20 del segle passat, el Sr. Joan Milà i Miquel.